# Derāzpey
Derāzpey (persiska: درازپی) är en ort i Iran.   Den ligger i provinsen Nordkhorasan, i den nordöstra delen av landet, 600 km öster om huvudstaden Teheran. Derāzpey ligger 1 152 meter över havet och antalet invånare är 116.
Terrängen runt Derāzpey är platt åt sydväst, men åt nordost är den kuperad. Terrängen runt Derāzpey sluttar västerut.Runt Derāzpey är det ganska glesbefolkat, med 30 invånare per kvadratkilometer. Närmaste större samhälle är Esfarāyen, 10,0 km öster om Derāzpey. Omgivningarna runt Derāzpey är i huvudsak ett öppet busklandskap.